# 5992 Nittler
5992 Nittler eller 1981 DZ är en asteroid i huvudbältet som upptäcktes den 28 februari 1981 av den amerikanska astronomen Schelte J. Bus vid Siding Spring-observatoriet. Den är uppkallad efter amerikanen Larry Nittler.